# Tugimaantee 59
De Tugimaantee 59 is een secundaire weg in Estland. De weg loopt van Pärnu naar Tori en is 23,5 kilometer lang. 